# Барбара Шер
Барбара Шер (англ. Barbara Sher; 14 серпня 1935, — 10 травня 2020) — спікерка, кар'єрна та лайф-коуч, авторка семи книг-бестселерів на тему досягнення цілей. Її книги були продані мільйонами копій та перекладені на багато мов. Вона виступала на шоу Опри, The Today Show, 60 minutes, CNN та Good Morning America, і її виступи на телебаченні у Сполучених Штатах досить поширені. Шер виступала з лекціями в університетах, компаніях зі списку Fortune 100 та на професійних конференціях по всьому світу.

Остання книга Барбари Шер, «Відмовляюся обирати» (Refuse to Choose, Rodale 2006) це покрокова програма розроблена для «сканерів» — людей з великою кількістю інтересів, які не можуть обрати єдиний напрям для свого життя.

## Інші проєкти
Барбара Шер проводила тренінги для «сканерів» у США, Франції, Греції та Італії, та річну програму для письменників та спікерів, яка називається «Як написати свою власну історію успіху» (How To Write Your Own Success Story). Також вона має  вебсайти у продовження її книжок, програм та аудіо-матеріалів. Весною та восени, вона жила в її другому будинку у невеликому селі в у провінції Ортахісар, Туреччина, де вона вчила електронній комерції сільських ткачів.